# 소모전 (중동)
소모전(아랍어: حرب الاستنزاف Ḥarb al-Istinzāf[*]; 히브리어: מלחמת ההתשה Milḥemet haHatashah)은 1967년부터 1970년까지 이스라엘과 이집트, 요르단, 팔레스타인 해방기구(PLO) 및 그들의 동맹국들 사이에서 벌어진 전투이다.
제3차 중동 전쟁 이후, 아랍-이스라엘 분쟁의 핵심 문제를 해결하기 위한 심각한 외교적 노력은 이루어지지 않았다. 9월에 열린 1967년 아랍 연맹 정상회담에서는 이스라엘과의 평화, 승인, 협상을 불허하는 "세 가지 거부" 정책이 수립되었다. 이집트의 가말 압델 나세르 대통령은 군사적 이니셔티브만이 이스라엘이나 국제사회로 하여금 시나이반도에서 이스라엘의 완전한 철수를 촉진하도록 강제할 것이라고 믿었고, 곧 수에즈 운하를 따라 적대 행위가 재개되었다.
이러한 적대 행위는 처음에는 제한적인 포격전과 시나이 반도에 대한 소규모 침입의 형태를 띠었으나, 1969년에는 이집트 육군이 대규모 작전을 수행할 준비가 되었다고 판단했다. 1969년 3월 8일, 나세르 대통령은 수에즈 운하를 따라 대규모 포격, 광범위한 공중전 및 코만도 습격이 특징인 소모전의 공식적인 시작을 선포했다. 적대 행위는 1970년 8월까지 계속되었고 휴전으로 끝이 났다. 국경은 전쟁이 시작되었을 때와 동일하게 유지되었고, 심각한 평화 협상에 대한 진정한 의지는 없었다.

## 이집트 전선
이스라엘의 제3차 중동 전쟁 승리는 시나이반도 전역을 수에즈 운하 동쪽 강변까지 이스라엘의 통제 하에 두게 했다. 이집트는 시나이 반도를 되찾기로 결심했고, 패배의 심각성을 완화하려 노력했다. 휴전선을 따라 산발적인 충돌이 발생했으며, 같은 해 10월 21일 이집트 미사일 보트는 이스라엘 구축함 INS 에일라트를 침몰시켰다.
이집트는 이스라엘 정부의 양보를 강요하기 위해 바르레브 선을 따라 이스라엘 진지에 포격을 시작했으며, 중포병, 미그 항공기 및 기타 다양한 형태의 소련 지원을 활용했다. 이스라엘은 공중 폭격, 이집트 군사 진지에 대한 공습, 이집트 내 전략 시설에 대한 공중 공격으로 대응했다. 이집트에 대한 전략적 폭격은 군사적 및 정치적으로 혼합된 결과를 낳았다.
국제사회와 양국은 분쟁의 외교적 해결책을 찾으려 노력했다. 유엔의 야링 임무는 유엔 안전 보장 이사회 결의 제242호의 준수를 보장해야 했지만, 1970년 후반에는 이 임무가 실패했음이 분명해졌다. 냉전 중반의 긴장 속에서 분쟁이 "동측 대 서측" 대결로 확대될 것을 우려한 미국 대통령 리처드 닉슨은 국무장관 윌리엄 로저스를 파견하여 휴전 협정을 얻기 위한 로저스 계획을 수립하게 했다.
1970년 8월, 이스라엘, 요르단, 이집트는 로저스 계획이 제안한 조건에 따라 "현 위치" 휴전에 합의했다. 이 계획은 양측의 미사일 배치에 대한 제한을 포함했으며, 평화의 전제 조건으로 습격 중단을 요구했다. 이집트와 그들의 소련 동맹국들은 얼마 지나지 않아 합의를 위반하여 미사일을 수에즈 운하 근처로 이동시키고, 역사상 가장 큰 대공 시스템을 건설하여 분쟁을 다시 시작했다. 이스라엘은 그들의 총리 골다 메이어가 "비대칭적 대응"이라고 명명한 정책으로 대응했는데, 이는 이집트의 어떤 공격에 비해서도 이스라엘의 보복이 불균형적으로 크다는 것을 의미했다.
1970년 9월 나세르의 사망 이후, 그의 후계자 안와르 사다트는 이스라엘과의 휴전을 계속했으며, 이집트 육군 재건과 수에즈 운하 동쪽 강변을 통제하는 이스라엘군에 대한 전면 공격 계획에 집중했다. 이러한 계획은 3년 후 욤키푸르 전쟁에서 현실화될 것이다. 궁극적으로 이스라엘은 1979년 두 국가가 평화 조약을 체결한 후 시나이 반도를 이집트에 반환할 것이다.
이집트 공군과 방공군은 부실한 성능을 보였다. 이집트 조종사들은 경직되었고, 반응이 느렸으며, 즉흥적으로 대처하려 하지 않았다. 미국 정보기관의 추정치에 따르면, 이집트는 109대의 항공기를 잃었는데, 대부분은 공중전에서였고, 이스라엘은 단 16대의 항공기를 잃었으며, 대부분은 대공포나 SAM에 의한 것이었다. SA-2 이집트 대공 미사일 6~10발의 일제 사격이 50% 이상의 명중률을 얻는 데 필요했다. 케네스 폴락은 이집트의 코만도들이 이스라엘 코만도들의 대담한 작전에 필적하는 위험한 작전을 거의 시도하지 않았음에도 "적절하게" 수행했다고 언급했다. 이집트 포병대는 바르-레브 요새를 관통하는 데 어려움을 겪었고 결국 요새 외부 지역에서 이스라엘 군대를 포착하려는 정책을 채택했다.

## 타임라인

### 1967년

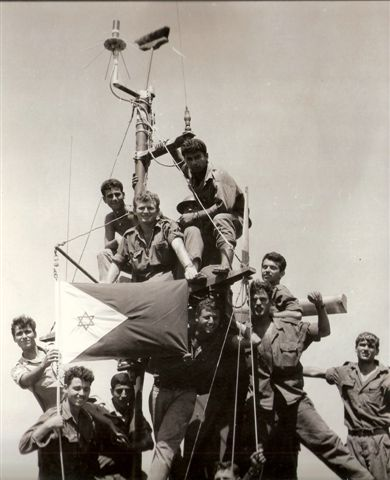
1967년 루마니 근해에서 이집트 해군과 교전 후 승리를 축하하는 이스라엘 해군 병사들

- 1967년 7월 1일: 포트푸아드에서 온 이집트 특공대가 남쪽으로 이동하여 1967년 6월 9일 휴전 이후 이스라엘이 점령한 수에즈 운하 동쪽 강변의 포트사이드에서 남쪽으로 10마일 떨어진 라스 엘 이쉬에 진지를 구축한다. 이스라엘 기갑 보병 중대가 이집트군을 공격한다. 이스라엘 중대는 이집트군을 격퇴하지만 1명이 사망하고 13명이 부상당한다.[30] 그러나 다른 소식통은 포트푸아드에 대한 이스라엘 공격이 격퇴되었다고 주장한다.[20] 제에브 마오즈에 따르면, 이 전투는 이집트의 승리로 결정되었다.[31]
- 1967년 7월 2일: 이스라엘 공군이 라스 알-이쉬에서 특공대를 지원했던 이집트 포병 진지를 폭격한다.[32]
- 1967년 7월 4일: 이집트 공군 제트기가 시나이 반도의 여러 이스라엘 목표물을 타격한다. 이집트 MiG-17기 1대가 격추된다.[33]
- 1967년 7월 8일: 이집트 공군 MiG-21기 1대가 엘-카나트라 상공에서 정찰 임무 중 이스라엘 방공망에 격추된다. 카메라가 장착된 Su-7기 2대가 임무를 수행하기 위해 파견되었고, 아무런 저항 없이 시나이 반도 상공에서 여러 차례 선회하는 데 성공한다. 몇 시간 후 다른 정찰 임무를 위해 Su-7기 2대가 더 파견되었으나, 이스라엘 공군 전투기의 공격을 받는다. Su-7기 1대가 격추된다.[33]
- 1967년 7월 11일–12일: 루마니 해안 전투 – 이스라엘 해군 구축함 INS 에일라트와 어뢰정 2척이 루마니 해안에서 이집트 어뢰정 2척을 격침시킨다. 이집트 어뢰정 승무원 중 생존자는 없는 것으로 알려졌고, 이스라엘 사상자는 없었다.[34]
- 1967년 7월 14일: 수에즈 운하 근처에서 포격전과 공중전이 벌어진다. 이집트 전투기 7대가 격추된다.[35]
- 1967년 7월 15일: 이스라엘 공군 미라주 III기 1대가 이집트 MiG-21기에 격추된다.[36]
- 1967년 10월 21일: 이집트 해군의 미사일 보트 2척이 대함 미사일로 이스라엘 구축함 INS 에일라트를 침몰시켜 47명의 수병이 사망한다.[26]
- 1967년 10월: 에일라트 침몰에 대한 보복으로 이스라엘 포병대가 수에즈 인근의 정유 시설과 보급소를 포격한다. 10월 내내 이어진 일련의 포격전에서 이집트는 민간인 사상자를 낸다. 이집트는 운하 지역의 많은 민간인을 대피시킨다.[37]

### 1968년

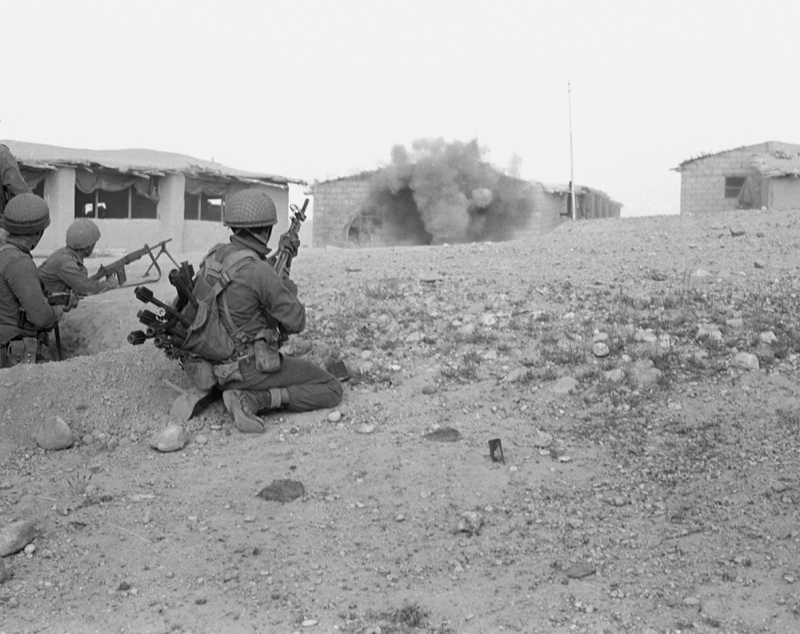
1968년 카라메 전투에서 작전 중인 이스라엘 낙하산병

- 1968년 1월 31일: 운하 지역에서 충돌로 이스라엘 병사 5명이 부상당하고 이스라엘 탱크 1대와 이집트 탱크 2대가 파괴되었다. 이스라엘과 요르단군도 사상자 없이 교전을 벌였다.[38]
- 1968년 3월 21일: 이스라엘은 팔레스타인 해방기구의 이스라엘 민간인 목표물에 대한 지속적인 습격에 대응하여, 주요 팔레스타인 해방기구 캠프가 위치한 요르단 카라메 마을을 공격한다. 이 침공의 목표는 네게브 사막에서 이스라엘 스쿨버스가 지뢰를 밟는 사건으로 절정에 달한 팔레스타인 해방기구의 이스라엘 민간인 공격에 대한 보복으로 카라메 캠프를 파괴하고 야세르 아라파트를 생포하는 것이었다.[39] 그러나 두 작전에 대한 계획은 버스 사건 1년 전인 1967년에 이미 준비되었다.[40] 요르단은 전투에 참여하는 병력의 규모를 보고 이스라엘이 골란고원과 유사한 상황을 만들기 위해 발카주를 점령하려는 또 다른 목표를 가지고 있다고 추정했다.[41][42] 이스라엘은 요르단군이 침공을 무시할 것이라고 예상했지만, 요르단군은 팔레스타인인과 함께 싸웠고 이스라엘군에 손실을 입히는 집중 사격을 가했다.[43] 이 교전은 팔레스타인군에 의한 최초의 자폭 공격이 배치된 사건을 기록했다.[44] 이스라엘군은 하루 동안의 전투 끝에 격퇴되었고, 카라메 캠프의 대부분을 파괴하고 약 141명의 PLO 포로를 잡았다.[45] 양측은 승리를 선언했다. 전술적인 측면에서는 이스라엘에게 유리한 전투였고,[46] 카라메 캠프의 파괴가 달성되었다.[47] 그러나 비교적 높은 사상자는 이스라엘 방위군에게 상당한 놀라움이었고, 이스라엘인들에게는 충격적이었다.[48] 팔레스타인인들이 단독으로 승리한 것은 아니었지만, 후세인 국왕은 팔레스타인인들이 공을 차지하도록 허용했다.[48][49][50]

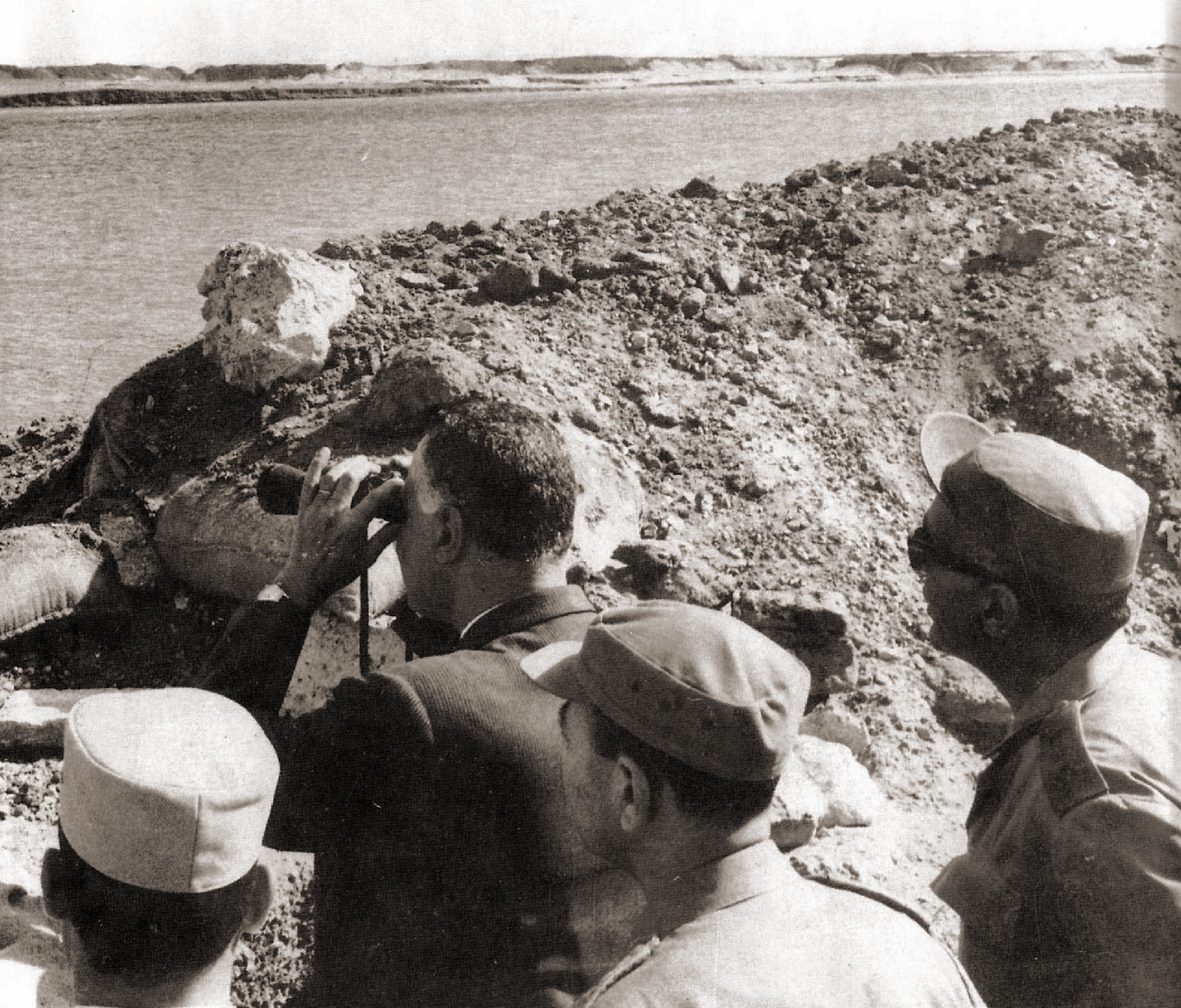
1968년 11월, 나세르 이집트 대통령(망원경 착용)이 수에즈 운하의 진지를 둘러보고 있다.

- 1968년 6월: 수에즈 운하 동쪽 강변의 이스라엘 전선에 대한 이집트 포병의 산발적인 포격으로 전쟁이 "공식적으로" 시작된다. 다음 달에도 더 많은 포격으로 이스라엘군에 사상자가 발생한다.[24]
- 1968년 8월 20일: 이스라엘군과 요르단군이 갈릴리 바다를 따라 포병, 박격포, 기관총을 사용한 전투를 벌였다.[51]
- 1968년 9월 8일: 이집트 포격으로 이스라엘 병사 10명이 사망하고 18명이 부상당한다. 이스라엘은 수에즈와 이즈마일리아를 포격으로 보복한다.[33]
- 1968년 10월 30일: 이스라엘 헬기 강습 특공대 사예레트 마트칼이 충격 작전을 수행하여 이집트의 변전소, 나일강을 따라 있는 두 개의 댐, 그리고 한 다리를 파괴한다.[33] 이 정전으로 인해 나세르는 수개월 동안 적대 행위를 중단하고 수백 개의 중요한 목표물 주변에 요새를 건설한다. 동시에 이스라엘은 바르레브 선 건설을 통해 수에즈 운하 동쪽 강변의 입지를 강화한다.[52]
- 1968년 11월 3일: 이집트 미그-17기가 이스라엘 진지를 공격하고, 이스라엘 요격기와 교전한다. 이스라엘 항공기 1대가 손상된다.[33]
- 1968년 12월 1일: 이스라엘 헬기 강습 특공대가 요르단 암만 인근의 다리 4개를 파괴한다.[33]
- 1968년 12월 3일: 이스라엘 공군이 요르단의 PLO 캠프를 폭격한다. 이스라엘 제트기는 요르단 왕립 공군의 호커 헌터기에 요격되었고, 짧은 공중전 중 이스라엘 전투기 1대가 손상되었다.[33]

### 1969년

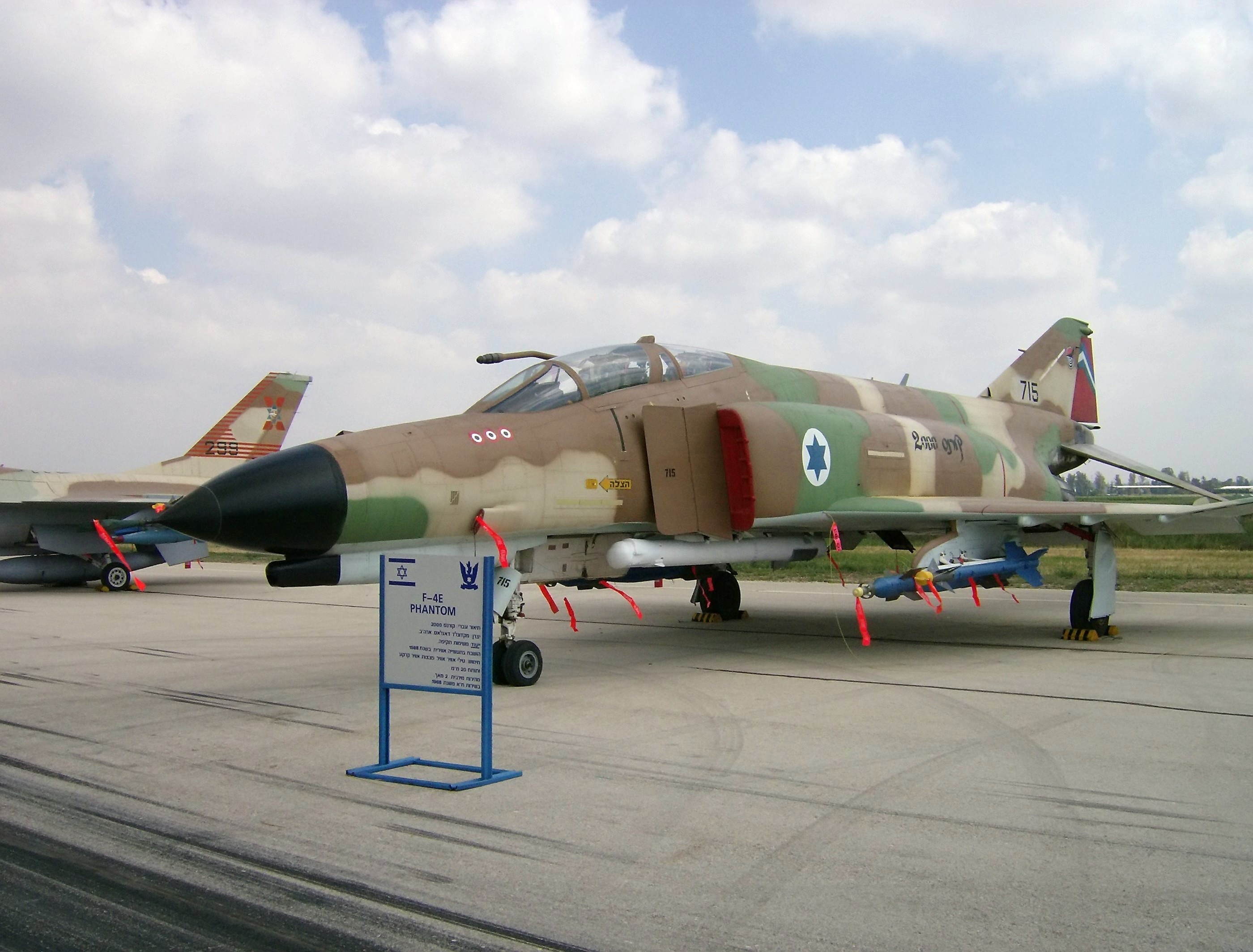
이스라엘 공군의 F-4E 팬텀. 이 항공기는 전쟁 중 "비행 포병"으로 효과적으로 사용되었다. 기수 부분의 표식은 이 항공기가 3대의 공중 격추를 기록했음을 나타낸다.

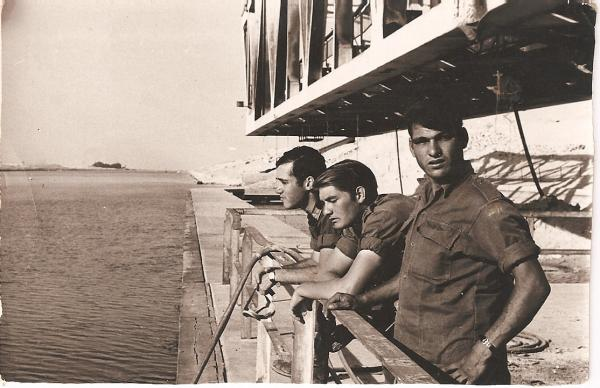
1969년 수에즈 운하의 피르단 다리에 있는 이스라엘군

- 1969년 3월 8일: 이집트가 바르레브 선을 포격과 공습으로 공격하여 막대한 사상자를 낸다. 이스라엘은 이집트 영토 깊숙한 곳을 공습하여 심각한 피해를 입힌다.[24]
- 1969년 3월 9일: 이집트 참모총장 압둘 무님 리아드 장군이 수에즈 운하를 따라 전선을 시찰하던 중 이스라엘 박격포 공격으로 사망한다.
- 1969년 5월–7월: 이스라엘군과 이집트군 사이에 격렬한 전투가 벌어진다. 이스라엘은 사망자 47명과 부상자 157명을 잃었지만, 이집트 사상자는 훨씬 더 많았다.
- 1969년 7월 18일: 이집트 특공대가 시나이 반도의 이스라엘 군사 시설을 습격한다.[33]
- 1969년 7월 19일–20일: 불무스 6호 작전 – 이스라엘 샤예테트 13과 사예레트 마트칼 특공대가 그린 아일랜드를 습격하여 이집트 시설을 완전히 파괴한다. 이스라엘 병사 6명과 이집트 병사 80명이 사망한다. 일부 이집트 사상자는 자체 포병에 의해 발생한다.
- 1969년 7월 20일–28일: 복서 작전 – 거의 모든 이스라엘 공군이 운하 북부 지역을 공격하여 대공 진지, 탱크, 포병을 파괴하고 이집트 항공기 8대를 격추한다. 약 300명의 이집트 병사가 사망하고 이집트 진지가 심각하게 손상된다. 이스라엘의 손실은 항공기 2대에 달한다. 이집트 포격은 다소 줄어들지만, 경량 무기, 특히 박격포를 이용한 포격은 계속된다.
- 1969년 7월–12월: 이스라엘은 수에즈 운하의 이집트 진지에 대한 광범위한 공습을 통해 "비행 포병" 작전을 수행한다. 8월에만 이스라엘 공군은 이집트에 대해 약 1,000회 전투 비행을 실시하여 수십 개의 SAM 기지를 파괴하고 21대의 항공기를 격추했으며, 이스라엘은 3대의 항공기를 잃었다. 이스라엘 제트기는 이집트의 SAM-2 미사일 방어를 피하기 위해 저공비행을 했다. 소련 고문들은 때때로 단일 구역에서 하루에 최대 80회의 이스라엘 출격을 기록하기도 했다. 이집트의 SAM-2 포대는 심각한 타격을 입었고, 이로 인해 이집트 포병 승무원들은 교전하고 자신들의 위치를 드러내는 것을 꺼리게 되었으며, 이스라엘 탱크가 엄폐물에서 나와 이집트 진지를 직접 조준할 수 있게 되었다. 이집트군에 파견된 여러 소련 고문들이 폭격 작전으로 사망했다. 소련은 이후 고고도 항공기를 목표로 하는 스트렐라-2 미사일을 도입하여 8월 19일 이스라엘 A-4 스카이호크를 격추했다.[33][53]
- 1969년 9월 9일: 라비브 작전 – 이스라엘군이 이집트 홍해 연안을 습격했다. 이 습격에 앞서 샤예테트 13 해군 특공대가 마이알레 인간어뢰를 이용해 라스 사다트의 이집트 해군 정박지에 침투하여 이집트 어뢰정 2척을 림펫 마인으로 침몰시켜 작전 방해를 막는 에스코트 작전이 있었다. 그들이 도주하는 동안 마이알레 중 하나의 자폭 장치가 실수로 폭발했다. 그 후 이스라엘 해군 상륙정 3척이 습격 부대를 해안에 상륙시켰는데, 이스라엘군은 이집트 군복을 입고 노획한 아랍 T-55 탱크와 이집트 색상으로 칠해진 BTR-50 장갑차를 사용했다. 공중 지원을 받는 이스라엘군은 12개의 이집트 군사 전초 기지를 파괴했다. 작전을 지원하는 이스라엘 A-4 스카이호크는 이집트 레이더 기지를 공격했으며, 이 과정에서 스카이호크 중 한 대가 격추되었다. 적진에서 9시간 동안 방해받지 않고 작전한 후, 습격 부대는 철수하여 상륙정과 합류하여 시나이 반도에 있는 이스라엘 점령지로 돌아왔으며, 임무 중 경미한 부상자 1명만 발생했다.[54] 이집트군은 100~200명의 사상자를 냈다. 대령을 포함한 두 명의 소련군 고문이 사망했다.
- 1969년 9월 11일: 이집트 항공기 16대가 공격 임무를 수행한다. 이스라엘 미라주기에 의해 미그기 8대가 격추되었고, 추가로 Su-7기 3대가 이스라엘 대공포와 HAWK 지대공 미사일에 의해 격추된다.[27]
- 1969년 10월 17일: 미국과 소련이 분쟁 종식을 위한 외교 회담을 시작한다.

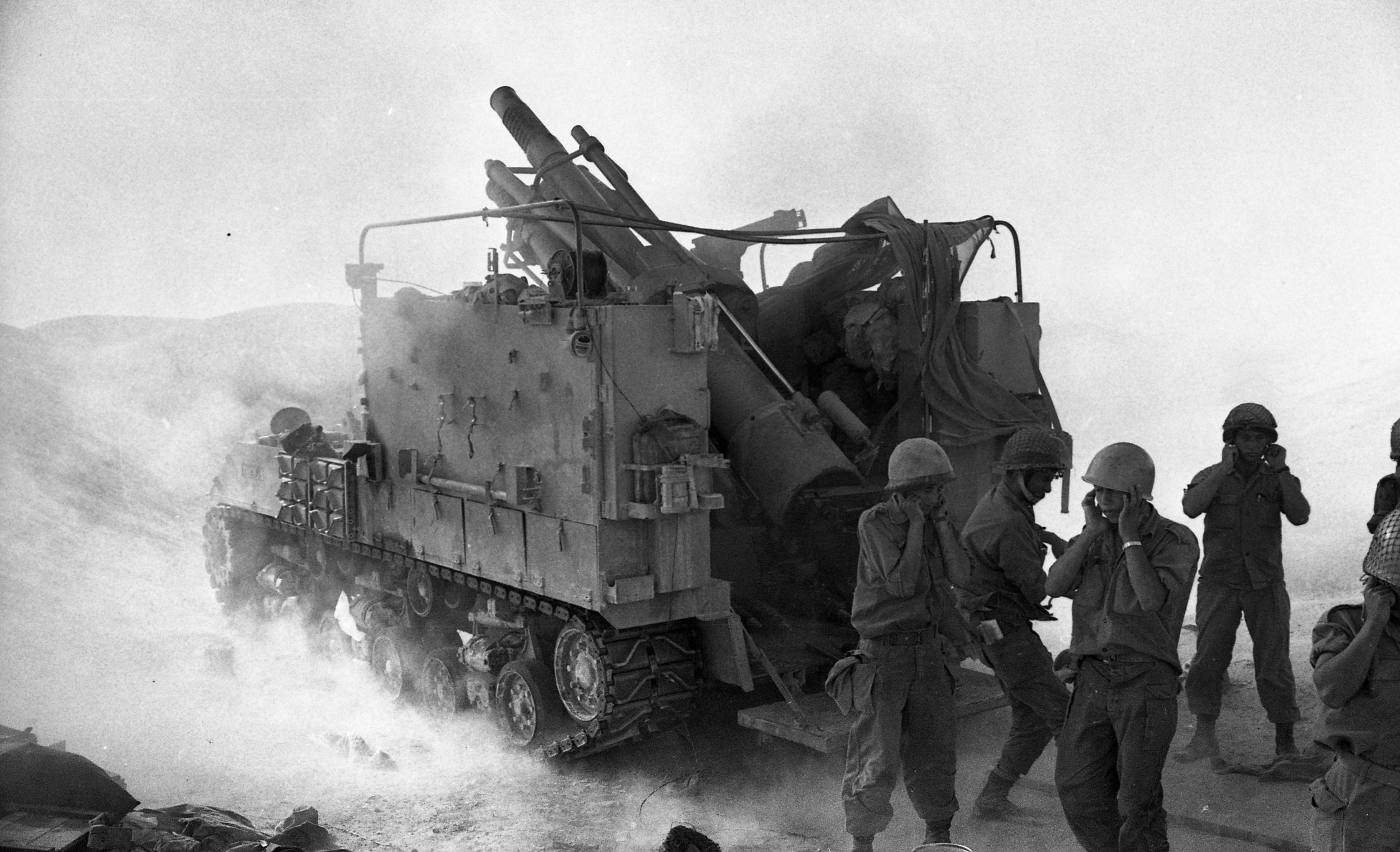
1969년 이스라엘 포병대의 작전 모습

- 1969년 10월 27일: 지난 며칠 동안 운하 지역에서 공중 및 포병 교전이 있었다. 이집트의 기습 공습으로 이스라엘 병사 1명이 사망하고 10명이 부상당했다. 이스라엘 호크 미사일에 의해 이집트 MiG-17기 1대가 격추되었다. 이스라엘 항공기도 운하를 따라 이집트 진지를 공습했다. 요르단 전선에서는 베이산 계곡에서 요르단에서 온 박격포 공격으로 이스라엘 병사 1명이 사망하고 2명이 부상당했다. 요르단강을 따라 이스라엘 순찰대와 충돌하여 아랍 게릴라 4명이 사망했고, 이스라엘 제트기는 요르단의 아랍 게릴라 진지를 공격하여 암만 교외의 목표물들을 타격했다.[55]
- 1969년 12월 9일: 이집트 항공기가 새로 전달된 P-15 레이더의 도움을 받아 공중전에서 이스라엘을 격파하고 이스라엘 미라주기 2대를 격추한다. 그날 저녁, 아흐메드 아테프 중위가 조종하는 이집트 전투기가 이스라엘 F-4 팬텀 II기를 격추하여 그를 전투에서 F-4기를 격추한 최초의 이집트 조종사로 만든다.[56] 같은 날, 로저스 계획이 공개된다. 이 계획은 이스라엘의 시나이 철수와 교환하여 이집트의 "평화에 대한 약속"을 요구한다. 양측은 이 계획을 강력히 거부한다. 나세르는 이스라엘과의 직접 협상으로 나아가려는 어떠한 움직임도 저지한다. 수십 차례의 연설과 성명에서 나세르는 이스라엘과의 직접적인 평화 협상은 항복과 같다는 방정식을 내세운다.[57] 나세르 대통령은 대신 이스라엘 폭격에 저항하기 위해 소련으로부터 더 정교한 무기를 간청한다. 소련은 처음에 요청된 무기를 공급하기를 거부한다.[58]
- 1969년 12월 26일–27일: 이스라엘이 루스터 53호 작전을 개시한다. 이스라엘 항공기가 운하를 따라 이집트 진지를 공격하는 동안, 슈퍼 프렐롱 헬리콥터에 의해 수송된 이스라엘 낙하산병이 공중 공격의 소음을 은폐 삼아 라스 가렙에 착륙하여 이집트 P-12 레이더 시설을 점령하고 가벼운 경비 병력을 제압한다. 이집트 인원 2명이 사망하고 4명이 포로로 잡힌다. 낙하산병들은 레이더를 분해하고, 레이더의 조각들은 이스라엘 CH-53 시 스탤리온 헬리콥터 2대에 의해 수송된다. 이 작전은 이스라엘과 미국이 최신 소련 레이더 기술을 습득할 수 있게 했으며, 이집트군에 큰 사기 저하를 일으켰다.

### 1970년

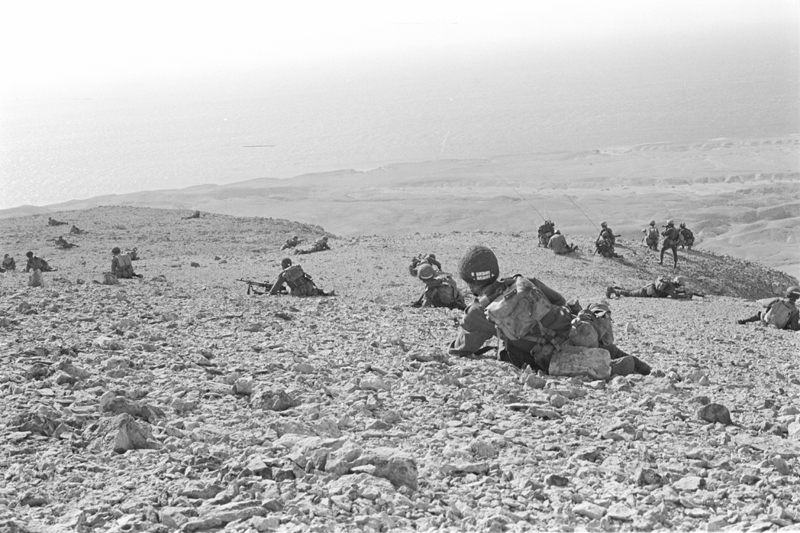
1970년 로도스 작전에서 작전 중인 이스라엘 낙하산병

- 1970년 1월 7일: 이스라엘은 프리하 작전을 개시했는데, 이는 운하에서 최대 100마일 떨어진 이집트 본토의 군사 목표물에 대한 일련의 공습이었다. 1월 7일부터 4월 13일 사이에 총 118회의 출격이 이루어졌다. 또한 1월 7일에는 이집트 보병 여단의 소련 고문이 이스라엘 공격으로 사망했다.[59]
- 1970년 1월 12일: 이집트 수호이 Su-7 전투기 2대가 라스 수다르 인근의 이스라엘 기지를 공격하던 중 이스라엘 호크 미사일에 격추되었다. 이스라엘은 또한 지난 며칠 동안 아라바 지역과 요르단계곡에서 일련의 충돌로 이스라엘군이 아랍 게릴라 12명을 사살하고 4명을 생포했다고 보고했다.[60]

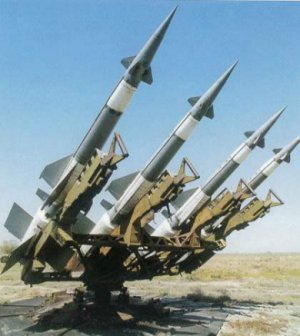
수에즈 운하 인근에 배치된 소련/이집트 S-125 대공 미사일.

- 1970년 1월 22일: 이집트의 방공 시스템이 거의 파괴되고 이집트 깊숙이 침투하는 폭격이 계속되자, 나세르 대통령은 비밀리에 모스크바로 날아가 상황을 논의했다. 새로운 SAM 포대(2K12 쿱 및 스트렐라-2 포함) 요청이 승인되었다. 이들 포대의 배치는 숙련된 인원과 이를 보호할 비행대대가 필요했다. 따라서 그는 대규모 소련군 인원이 필요했지만, 크렘린은 이를 제공하기를 꺼렸다. 나세르는 이에 사임하겠다고 위협하며, 이집트가 미래에 미국에 도움을 요청할 수도 있음을 암시했다. 소련은 나세르 정권에 막대한 투자를 했으므로, 소련 지도자 서기장 레오니트 브레즈네프는 마침내 수락했다. 이미 1969년 여름부터 이집트에서의 군사적 존재감을 늘리고 그해 12월에 첫 전투기를 배치했던 소련은 추가적인 방공 부대와 전투기를 배치하여 군사적 존재감을 크게 늘리기로 결정했다. 소련의 군사 개입은 카프카스 작전으로 명명되었다.[61] 소련 주둔군은 1월 2,500~4,000명에서 6월 30일까지 지상군 10,600~12,150명과 조종사 100~150명으로 증가했다.

- 1970년 1월 22일: 로도스 작전. 이스라엘 낙하산병과 해군 특공대가 이스라엘 공군 슈퍼 프렐롱 헬리콥터에 의해 샤드완 섬으로 수송되어 섬을 점령하고 영국제 이집트 데카 레이더 및 기타 군사 장비를 해체하여 이스라엘로 가져간 후 철수한다. 한편, 이스라엘 전투기들은 근접 항공 지원을 제공하고 섬으로 접근하는 이집트 P-183 어뢰정 2척을 격침시킨다. 약 70명의 이집트 병사가 사망하고 62명이 포로로 잡혔으며, 이스라엘은 3명이 사망하고 7명이 부상당했다.[62]
- 1970년 1월 26일: 이스라엘 항공기가 수에즈만에서 이집트 보조 선박을 공격하여 손상을 입히고 암초에 좌초시켰다.[63]
- 1970년 1월 28일: 이스라엘의 폭격으로 소련인 6명이 사망한 것으로 보고되었는데, 이 중 3명은 카이로 교외의 소련 고문 거주 건물을 공격한 것이었고, 3명은 다슈르의 SAM 기지에서였다.[64] 두 달 후, 미 국가안보보좌관 헨리 키신저는 이스라엘 주미 대사 이츠하크 라빈에게 다슈르 폭격으로 소련인 40명이 사망했다고 말했다.[65]
- 1970년 2월: 이스라엘 보조 선박 2척이 엘라트 항구에서 이집트 잠수정에 의해 파괴되었다. 보급선 1척이 침몰했고, 해안 상륙정 1척은 손상을 입었으나 침몰하기 전에 승무원들에 의해 해안으로 끌어올려졌다. 인명 피해는 없었다. 이에 대한 대응으로 이스라엘 공군은 수에즈만에서 이집트 기뢰 부설함을 격침시키고, 운하 지역의 이집트 군사 진지를 공습하고, 이집트 영토 깊숙한 곳의 군사 목표물 2곳을 공격했다. 이집트 항공기도 수에즈 운하를 따라 이스라엘 진지를 공습하여 이스라엘 병사 3명에게 부상을 입혔다. 이스라엘군과 시리아군 사이에도 4일간의 전투가 벌어졌다.[66][67] 이스라엘 전투기들이 아부 자발의 한 산업 공장을 실수로 공격하여 80명의 노동자가 사망했다.[68]
- 1970년 2월: 이집트 코만도 소대가 미틀라 고개 인근에서 매복 작전을 시도했으나 발각된다. 전체 부대가 전멸하거나 포로로 잡힌다.[27]
- 1970년 2월 9일: 이스라엘과 이집트 전투기 간의 공중전이 벌어져 각 측에서 한 대씩 비행기를 잃었다.[33]
- 1970년 3월 15일: 이집트에서 첫 번째 완전 작전 소련 SAM 기지가 완성되었다. 이는 소련이 이집트에 보내는 세 개 여단 중 일부였다.[69] 이스라엘 F-4 팬텀 II 제트기들은 이집트 진지를 반복적으로 폭격한다.
- 1970년 4월 8일: 이스라엘 공군이 이집트 군사 시설로 확인된 목표물에 대한 폭격 작전을 수행했다. 수에즈 운하에서 약 30킬로미터 떨어진 군사 기지들이 폭격되었다. 그러나 바르 엘-바카르 사건으로 알려진 이 사건에서 이스라엘 F4 팬텀 II 전투기들이 군사 시설로 오인하여 이집트 바르 엘-바카르 마을의 단층 학교를 공격했다. 이 학교는 5발의 폭탄과 2발의 공대지 미사일에 피격되어 46명의 어린이들이 사망하고 50명 이상이 부상당했다.[70][71] 이 사건으로 프리하 작전은 확실히 종료되었고, 이스라엘은 대신 운하변 시설 공격에 집중했다. 이러한 휴지기는 이집트가 SAM 포대를 운하에 더 가깝게 재건할 시간을 주었다. 소련 미그 전투기들이 필요한 공중 엄호를 제공했다. 소련 조종사들은 1970년 4월부터 이스라엘 공군 항공기에 접근하기 시작했지만, 이스라엘 조종사들은 소련 조종사가 조종하는 미그기가 나타나면 교전하지 않고 이탈하라는 명령을 받았다.
- 1970년 4월: 쿠웨이트군은 이집트 전선에서 첫 번째 쿠웨이트 사상자를 냈다.[72]
- 1970년 5월: 이스라엘 어선 1척이 이집트 해군에 의해 침몰하여 승무원 2명이 사망했다. 이스라엘 공군은 운하 지역의 이집트 목표물에 대한 대규모 폭격 작전을 개시하고 이집트 전투기 5대를 격추했다. 이스라엘 항공기는 이집트 구축함과 기뢰 부설함을 침몰시켰다. 이스라엘 병사 2명이 이집트 포격으로 사망했고, 이스라엘 민간인 잠수부 1명도 엘라트 항구에서 수중 잔해를 제거하던 중 이집트 잠수정들이 심어둔 폭발물에 의해 사망했다.[73] 월말 마지막 며칠 동안 이스라엘 공군은 포트사이드에 대규모 상륙 병력이 집결하고 있다고 판단하여 대규모 공습을 시작했다. 16일에는 이스라엘 항공기 1대가 공중전에서 격추되었는데, 아마 MiG-21에 의한 것으로 추정된다.[74]
- 1970년 5월 3일: 요르단계곡에서 팔레스타인 게릴라 21명이 이스라엘군에 의해 사살되었다.[67]
- 1970년 5월 20일: 이스라엘군은 운하 지역에서 이집트 특공대 습격을 격퇴했다. 이집트 습격대는 이집트 포격의 엄호 아래 후퇴했고, 이스라엘군은 포격과 공습으로 대응했다. 이집트 특공대원 7명이 사망했으며, 이스라엘의 보고에 따르면 이집트군도 이스라엘의 보복 포격과 공습으로 사상자를 냈다. 이스라엘군은 2명이 사망하고 1명이 부상당했다. 이스라엘군과 요르단군도 북부 베이산 계곡에서 박격포를 교환했다.[75]
- 1970년 5월 30일: 같은 날 세 차례의 매복 공격으로 이스라엘 병사 15명이 사망하고 8명이 부상당했으며 2명은 포로로 추정된다. 이스라엘 기갑 순찰대는 수에즈 운하에서 이집트군에게 두 차례 매복 공격을 받아 이스라엘 병사 13명이 사망하고 4명이 부상당했으며 2명이 실종되어 포로로 추정된다. 여리고 북부 요르단계곡에서는 군 순찰대가 아랍 게릴라에게 매복 공격을 받아 2명이 사망하고 4명이 부상당했다. 충돌로 인해 아랍 측에 사상자가 발생했는지는 알려지지 않았다.[76] 이에 대한 대응으로 이스라엘 공군은 포트사이드 지역에 대규모 폭격 작전을 개시했다. 소련 군함이 주둔하고 있었고 일부는 이스라엘 항공기를 향해 발포했다. 폭격 파편이 소련 군함에 맞아 여러 명의 소련 해군 인원이 사망했다.[77]
- 1970년 6월: 시리아 군사 진지에 대한 이스라엘 기갑 습격으로 "수백 명의 시리아 사상자"가 발생했다.[2]
- 1970년 6월 25일: 이집트군에 대한 공격 임무를 수행하던 이스라엘 A-4 스카이호크기가 한 쌍의 소련 MiG-21기에 의해 공격받아 시나이 반도로 추격되었다. 소련에 따르면 이 비행기는 격추되었고, 이스라엘은 손상되어 인근 공군 기지에 착륙할 수밖에 없었다고 말했다.[69]
- 1970년 6월 27일: 이집트 공군이 계속해서 운하를 가로질러 공습을 감행했다. 6월 27일경 약 8대의 이집트 Su-7기와 MiG-21기가 시나이의 이스라엘 후방 지역을 공격했다. 이스라엘에 따르면 이집트 항공기 2대가 격추되었다. 이스라엘 미라주기 1대가 격추되었고 조종사는 포로로 잡혔다.[78]
- 1970년 6월: 쿠웨이트군은 이집트 전선에서 16명의 사망자를 냈다.[72]
- 1970년 6월 30일: 소련 방공망이 이스라엘 F-4 팬텀 2대를 격추했다. 조종사 2명과 항법사 1명은 포로로 잡혔고, 두 번째 항법사는 다음 날 밤 헬리콥터로 구출되었다.[33]
- 1970년 7월 18일: 이스라엘 F-4 팬텀 전투기 24대로 구성된 부대가 이집트의 SAM 포대를 공격하여 목표 포대를 모두 파괴하고 소련 인원 8명을 사살했다. 이스라엘 F-4 팬텀 1대는 격추되었고 다른 1대는 심하게 손상되었지만 기지로 돌아올 수 있었다.[79][80][81]
- 1970년 7월 30일: 이스라엘과 소련 항공기 간에 대규모 공중전이 벌어졌는데, 리몬 20이라는 암호명으로, 12대에서 24대의 소련 MiG-21기(초기 12대 외에 다른 MiG기들이 "긴급 출격"했지만, 전투에 제때 도착했는지는 불분명하다)와 12대의 이스라엘 미라주 III기, 4대의 F-4 팬텀 II 제트기가 참여했다. 교전은 수에즈 운하 서쪽에서 벌어졌다. 이스라엘군은 상대방을 함정으로 유인한 후 소련 MiG기 5대를 격추했다. 소련 조종사 4명이 사망했고, 이스라엘 공군은 손상된 미라주기 외에는 손실이 없었다.[69][82]
- 1970년 8월 3일: 소련은 이스라엘 전투기를 역매복으로 유인하여 대응했다.[83] 더미 미사일 포대가 이스라엘 전투기를 유인하기 위해 설치되었고, 실제 미사일은 숨겨져 있었다. 이스라엘의 공격이 시작되자 이스라엘 F-4 팬텀 1대가 격추되었고 다른 1대는 피격되었지만 기지로 돌아올 수 있었다.[84][85]
- 1970년 8월 초: 손실에도 불구하고 소련과 이집트는 방공망을 운하에 더 가깝게 밀어붙이는 데 성공했다. 이 포대들은 이집트가 포병을 이동시킬 수 있게 했고, 이는 결국 바르레브 선을 위협했다. 소련의 직접 개입("카프카스 작전"으로 알려짐)[69] 이후, 워싱턴은 확전을 우려하여 분쟁의 평화적 해결을 위한 노력을 강화했다.
- 1970년 8월 7일: 휴전 협정이 체결되었으며, 어느 쪽도 "휴전선 동서 50킬로미터 이내의 군사적 현상 유지를 변경"하는 것을 금지했다. 휴전 몇 분 후, 이집트는 협정이 새로운 군사 시설을 명시적으로 금지했음에도 불구하고 SAM 포대를 해당 구역으로 이동시키기 시작했다.[20] 10월까지 해당 구역에는 약 100개의 SAM 기지가 있었다.
- 1970년 9월 28일: 나세르 대통령이 심장마비로 사망하고, 안와르 사다트 부통령이 후계자가 되었다.

## 결과

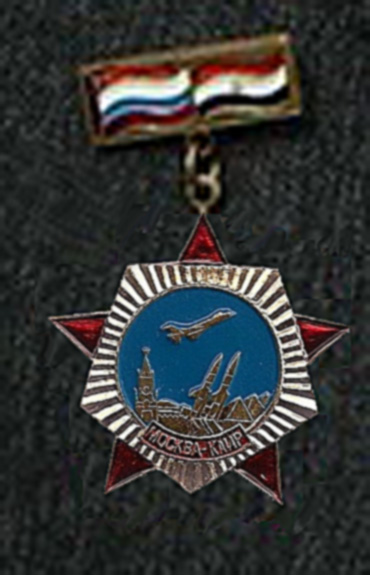
소모전 기간 이집트에서 복무한 소련군에게 수여된 소련 메달. 이 메달에는 모스크바-카이로(Москва-Каир)라고 쓰여 있다.

다양한 역사가들이 전쟁에 대해 서로 다른 의견을 제시했다. 하임 헤르초그는 이스라엘이 전투를 견뎌냈고 "지금까지 생소했던 형태의 전쟁"에 적응했다고 언급했다. 제에브 시프는 이스라엘이 손실을 입었음에도 불구하고 1967년의 군사적 성과를 보존할 수 있었고, 소련의 개입이 증가했음에도 이스라엘이 굳건히 버텼다고 언급했다.
사이먼 던스턴은 이스라엘이 바르레브 선을 계속 유지하고 이집트가 협상 테이블로 나오도록 강제하는 데 성공했지만, 전쟁으로 이스라엘의 사기가 저하되었다고 썼다. 그러나 그는 전쟁의 종결이 "이집트군의 결의와 바르레브 선의 강도에 대해 이스라엘 고위 사령부 내에 위험한 자기 만족을 낳았다"고 주장했으며, 이집트는 막대한 사상자와 방공망의 피해에도 불구하고 전쟁을 큰 승리로 보았고 이스라엘의 공군력을 격퇴할 수 있다는 자신감을 얻게 되었다.
기드온 레메즈와 이사벨라 기노르는 이스라엘이 소련의 방공망이 이스라엘의 F-4 팬텀기를 지속 불가능한 속도로 격추시켰기 때문에 휴전을 받아들일 수밖에 없었으므로 전쟁이 이스라엘의 패배였다고 주장한다. 그들은 이집트가 전쟁 종료 후 SAM 포대를 운하 지역으로 이동시키는 노골적인 휴전 위반에 대해 이스라엘이 대응하지 못한 것이 이스라엘의 실패를 보여주는 신호라고 주장했다. 그들은 리몬 20호 작전에서 이스라엘이 소련을 상대로 거둔 압도적인 승리가 이스라엘이 체면을 잃지 않고 휴전을 받아들일 수 있도록 해주었고, 그 전투와 이스라엘 지상군의 빛나는 전술적 공적들이 승리를 주장하는 데 사용되었다고 본다.
소련 태생의 이스라엘 연구원 보리스 돌린(Boris Dolin)도 소련의 SAM 포대가 이스라엘의 팬텀 함대에 효과적으로 작용한 점을 들어 이 전쟁을 이스라엘의 패배로 간주한다: "공식적인 버전과 달리, 휴전은 이스라엘의 이집트에 대한 승리가 아니었다. 오히려 그것은 효과적이고 단호한 소련군의 손에 의한 이스라엘 패배의 표현이었다. 소련의 압도적인 힘에 직면하여 이스라엘은 상대적으로 제한된 능력만을 보여줄 수 있었다. 우리는 거인과 맞섰으며, 진정한 군사적 해결책은 없었다."
전쟁 기간 중 텔아비브 주재 미국 대사관에서 정치 장교 및 정치 부장으로 근무했던 미국 외교관 데이비드 콘은 이 전쟁이 교착 상태로 끝나 어느 쪽에도 명확한 승자나 패자가 없었다고 보았지만, "이 사실은 이스라엘에서는 잘 이해되지 않았고, 그곳에서는 전쟁이 소급하여 이스라엘 무기의 성공으로 간주되었다"고 주장했다. 그는 이스라엘이 전쟁이 이스라엘의 승리가 아니었음을 인정하지 않아 잘못된 안보 의식으로 이어졌고, 이로 인해 이집트와의 잠정적인 평화 기회가 무시되었다고 썼다. 그러나 그는 욤키푸르 전쟁이 이스라엘과 미국이 결과를 더 현실적으로 분석했다면 피할 수 있었을지는 추측의 문제라고도 주장했다.
이스라엘 군사 역사가 야니브 프리드만(Yaniv Friedman)은 이스라엘이 소련군을 직접 타격한 공격적인 정책이 성공적이었다고 주장했는데, 이는 소련이 휴전을 추진하도록 설득하는 데 도움이 되었기 때문이다: "러시아인들은 이 분쟁이 가치가 없다는 것을 잘 이해했다. 굴욕, 위신 손실, 그리고 이스라엘이 현재 러시아인들을 격추시킨다는 사실을 세상에 드러내지 않는다고 해서 항상 침묵을 지킬 것이라는 의미는 아니라는 이해. 더 이상의 확전은 미국을 전장으로 끌어들일 수도 있었는데, 이는 러시아인들을 두렵게 했다." 그는 이스라엘이 세계 강대국에 맞서 성공적으로 스스로를 주장했다고 평가했다. 프리드만에 따르면, 이스라엘의 의사 결정자들이 병력의 불균형을 인식했음에도 불구하고, 이 전쟁은 이스라엘의 핵심 국가 안보 이익과 관련되어 있었고, 소련에게는 여러 전장 중 하나에 불과했다.

## 사상자

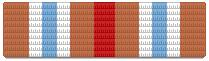
소모전 참전을 의미하는 이스라엘 전쟁 리본

군사 역사가 제에브 시프에 따르면, 총 921명의 이스라엘인(군인 694명, 민간인 나머지)이 세 전선에서 사망했다. 하임 헤르초그는 약 600명 이상이 사망하고 약 2,000명이 부상당했다는 약간 더 낮은 수치를 기록했으며, 네타넬 로르히는 1967년 6월 15일부터 1970년 8월 8일 사이에 1,424명의 군인이 전사했다고 밝혔다. 아비 코버는 이스라엘의 총 군인 및 민간인 사망자를 726명으로 추정했는데, 이 중 367명은 1967년 6월부터 1970년 8월까지 이집트 전선에서 사망한 군인이고, 359명은 시리아 및 요르단 전선에서 사망한 군인과 민간인이었다. 24대에서 26대의 이스라엘 항공기가 격추되었다. 소련의 추정치는 항공기 손실을 40대로 기록했다. 구축함 1척인 INS 에일라트가 침몰했다.
이전의 1956년과 1967년 아랍-이스라엘 전쟁과 마찬가지로, 아랍 측의 손실은 이스라엘보다 훨씬 많았지만, 공식적인 수치가 공개되지 않아 정확한 수치를 파악하기 어렵다. 가장 낮은 추정치는 전 이집트 육군 참모총장 사드 엘샤즐리의 것으로, 이집트 측 사상자를 사망 2,882명, 부상 6,285명으로 기록했다. 역사가 베니 모리스는 더 현실적인 수치가 사망한 군인과 민간인 10,000명 정도라고 밝혔다. 제에브 시프는 전쟁의 절정기에 이집트가 매일 약 300명의 병사를 잃었으며, 공중 정찰 사진에 따르면 이 기간 동안 운하 지역 근처에서 최소 1,801개의 새로 파인 무덤이 확인되었다고 언급했다. 이집트의 전사자 중에는 이집트 육군 참모총장 압둘 무님 리아드도 있었다.
이집트 항공기 98대에서 114대가 격추되었지만, 소련의 추정치는 항공기 손실을 60대로 기록했다. 여러 이집트 해군 함정도 침몰했다.
소련군은 상당한 손실을 입은 것으로 알려져 있다. 러시아 참전용사 웹사이트는 사고 및 질병으로 인한 사망자를 포함하여 58명의 사망자를 기록한, 인정된 불완전한 목록을 작성했다. 1970년 8월, 프랑스 신문 르 피가로는 지난 한 해 동안 이집트에서 100명의 소련 군인이 사망했다고 보도했다. 리몬 20호 작전 중 공중전에서 소련 MiG-21기 5대가 격추되었다.
PLO는 1,828명이 사망하고 2,500명이 포로로 잡혔다. 약 300명의 요르단 병사와 500명의 시리아 병사가 사망했다. 시리아 전선에 배치된 쿠바군 부대는 사망 180명, 부상 250명으로 추정되었다.

## 같이 보기
분쟁
- 검은 9월
- 중동의 현대 분쟁 목록
- 욤키푸르 전쟁

정치
- 캠프 데이비드 협정 (1978년)
- 이집트–이스라엘 평화 조약 (1979년)

## 참고 문헌
- Pollack, Kenneth (2002). 《Arabs at War: Military Effectiveness》. 네브래스카 대학교 출판부.
- Bar-Simon Tov, Yaacov. The Israeli-Egyptian War of Attrition, 1969–70. New York: 컬럼비아 대학교 출판부, 1980.
- Dunstan, Simon (2003). 《Yom Kippur War 1973: The Sinai Campaign》. 오스프리 출판. ISBN 978-1-84176-221-0.
- Herzog, Chaim and Gazit Shlomo. The Arab-Israeli Wars: War and Peace in the Middle East. New York: 빈티지 북스, 2004.
- Morris, Benny (1999). 《Righteous Victims: A History of the Zionist-Arab Conflict, 1881–1999》. 알프레드 A. 크노프. ISBN 978-0-679-42120-7.
- Nicolle, David; Cooper, Tom (2004). 《Arab MiG-19 and MiG-21 Units in Combat》 Fir판. Osprey Publishing. 96쪽. ISBN 978-1-84176-655-3.
- Rabinovitch (2004). 《The Yom Kippur War: The Epic Encounter That Transformed the Middle East》. Schocken Books. ISBN 978-0-8052-4176-1.
- Schiff, Zeev, History of the Israeli Army 1870–1974, 스트레이트 애로우 북스 (1974). ISBN 0-87932-077-X.
- Whetten, Lawrence L. (1974). 《The Canal War: Four-Power Conflict in the Middle East》. Cambridge, Mass.: MIT 프레스. ISBN 978-0-262-23069-8.
- 인사이트 팀 of 더 런던 선데이 타임스, Yom Kippur War, 더블데이 (출판사) (1974)
- 레메즈, 기드온 and 기노르, 이사벨라: The Soviet-Israeli War 1967-1973: The USSR's Military Intervention in the Egyptian-Israeli Conflict (2017)
- 콘, 데이비드 A. (1992). Stalemate: The War of Attrition and Great Power Diplomacy in the Middle East, 1967–1970. Westview Press. ISBN 978-0-8133-8237-1.